# Campeonato Mundial Juvenil de Béisbol de 2010
La Campeonato Mundial Juvenil de Béisbol 2010 fue una competición de béisbol internacional que se disputó en Thunder Bay, Canadá, del 23 de julio al 1 de agosto organizado por la IBAF.

## Primera Ronda
Disputada del 23 al 28 de agosto en dos grupos.

### Grupo A
| Posición | Equipo          | Ganados | Perdidos |
| -------- | --------------- | ------- | -------- |
| 1        | Canadá          | 4       | 1        |
| 2        | Corea del Sur   | 4       | 1        |
| 3        | Países Bajos    | 3       | 2        |
| 4        | Cuba            | 3       | 2        |
| 5        | Panamá          | 1       | 4        |
| 6        | República Checa | 0       | 5        |

     – Clasificados a cuartos de final.

     – Juegan los play-off de Consolación.

### Grupo B
| Posición | Equipo         | Ganados | Perdidos |
| -------- | -------------- | ------- | -------- |
| 1        | Estados Unidos | 5       | 0        |
| 2        | China Taipéi   | 4       | 1        |
| 3        | Australia      | 3       | 2        |
| 4        | Italia         | 2       | 3        |
| 5        | Venezuela      | 1       | 4        |
| 6        | Francia        | 0       | 5        |

     – Clasificados a la cuartos de final.

     – Juegan los play-off de Consolación.

## Ronda de Consolación
|  | Eliminatoria del 9.º al 12.º | Eliminatoria del 9.º al 12.º |           |        | Partido por el 9.º lugar | Partido por el 9.º lugar |  |
|  | 30 de julio                  | 30 de julio                  |           |        | 31 de julio              | 31 de julio              |  |
|  |                              |                              |           |        |                          |                          |  |
|  |                              |                              |           |        |                          |                          |  |
|  | Panamá                       | 5                            |           |        |                          |                          |  |
|  | Panamá                       | 5                            |           |        |                          |                          |  |
|  | Francia                      | 2                            |           |        |                          |                          |  |
|  | Francia                      | 2                            |           | Panamá | 5                        |                          |  |
|  |                              |                              |           | Panamá | 5                        |                          |  |
|  |                              |                              | Venezuela | 7      |                          |                          |  |
|  | Venezuela                    | 9                            | Venezuela | 7      |                          |                          |  |
|  | Venezuela                    | 9                            |           |        |                          |                          |  |
|  | República Checa              | 6                            |           |        | Partido por el 11º lugar | Partido por el 11º lugar |  |
|  | República Checa              | 6                            |           |        | Partido por el 11º lugar | Partido por el 11º lugar |  |
|  |                              |                              |           |        |                          |                          |  |
|  |                              |                              |           |        | Francia                  | 8                        |  |
|  |                              |                              |           |        | Francia                  | 8                        |  |
|  |                              |                              |           |        | República Checa          | 5                        |  |
|  |                              |                              |           |        | República Checa          | 5                        |  |
|  |                              |                              |           |        |                          |                          |  |

## Ronda final
|  | Cuartos de final | Cuartos de final |              |      | Semifinales            | Semifinales            |  |  | Final       | Final |
|  |                  |                  |              |      |                        |                        |  |  |             |       |
|  | 30 de julio      |                  |              |      |                        |                        |  |  |             |       |
|  |                  |                  |              |      |                        |                        |  |  |             |       |
|  | Canadá           | 11               |              |      |                        |                        |  |  |             |       |
|  | Canadá           | 11               | 31 de julio  |      |                        |                        |  |  |             |       |
|  | Italia           | 1                |              |      |                        |                        |  |  |             |       |
|  | Italia           | 1                | Canadá       | 1    |                        |                        |  |  |             |       |
|  | 30 de julio      |                  | Canadá       | 1    |                        |                        |  |  |             |       |
|  |                  | China Taipéi     | 3            |      |                        |                        |  |  |             |       |
|  | China Taipéi     | China Taipéi     | 3            | 4    |                        |                        |  |  |             |       |
|  | China Taipéi     |                  | 1 de agosto  | 4    |                        |                        |  |  |             |       |
|  | Países Bajos     | 2                |              |      |                        |                        |  |  |             |       |
|  | Países Bajos     | 2                | China Taipéi | 8    |                        |                        |  |  |             |       |
|  | 30 de julio      |                  | China Taipéi | 8    |                        |                        |  |  |             |       |
|  |                  | Australia        | 4            |      |                        |                        |  |  |             |       |
|  | Estados Unidos   | Australia        | 4            | 2    |                        |                        |  |  |             |       |
|  | Estados Unidos   | 31 de julio      |              | 2    |                        |                        |  |  |             |       |
|  | Cuba             | 3                |              |      |                        |                        |  |  |             |       |
|  | Cuba             | 3                | Cuba         | 1    | Tercer y cuarto puesto | Tercer y cuarto puesto |  |  |             |       |
|  | 30 de julio      |                  | Cuba         | 1    | Tercer y cuarto puesto | Tercer y cuarto puesto |  |  |             |       |
|  |                  | Australia        | 2            |      |                        |                        |  |  |             |       |
|  | Corea del Sur    | Australia        | 2            | 4    | Canadá                 | 2                      |  |  |             |       |
|  | Corea del Sur    |                  |              | 4    | Canadá                 | 2                      |  |  |             |       |
|  | Australia        | 5                |              | Cuba | 8                      |                        |  |  |             |       |
|  | Australia        | 5                |              |      | 8                      |                        |  |  |             |       |
|  |                  |                  |              |      |                        |                        |  |  | 1 de agosto |       |
|  |                  |                  |              |      |                        |                        |  |  |             |       |

|  | Clasificación por 5° al 8° lugar | Clasificación por 5° al 8° lugar |    |             | 5° lugar      | 5° lugar |  |
|  |                                  |                                  |    |             |               |          |  |
|  | 31 de julio                      |                                  |    |             |               |          |  |
|  | Italia                           | 5                                |    |             |               |          |  |
|  | Países Bajos                     | 8                                |    |             |               |          |  |
|  |                                  |                                  |    |             |               |          |  |
|  |                                  |                                  |    |             | 1 de agosto   |          |  |
|  |                                  |                                  |    |             | Países Bajos  | 2        |  |
|  |                                  | Estados Unidos                   | 18 |             |               |          |  |
|  |                                  |                                  |    |             |               |          |  |
|  |                                  |                                  |    |             |               |          |  |
|  |                                  |                                  |    |             | 7° lugar      |          |  |
|  | 31 de julio                      | 31 de julio                      |    | 1 de agosto | 1 de agosto   |          |  |
|  | Estados Unidos                   | 4                                |    | Italia      | 1             |          |  |
|  | Corea del Sur                    | 2                                |    |             | Corea del Sur | 3        |  |

## Posiciones finales
| Pos                            | Equipo          | V | D |
| ------------------------------ | --------------- | - | - |
|                                | China Taipéi    | 7 | 1 |
|                                | Australia       | 5 | 3 |
|                                | Cuba            | 5 | 3 |
| 4°                             | Canadá          | 5 | 3 |
| Eliminados en la Segunda Ronda |                 |   |   |
| 5°                             | Estados Unidos  | 7 | 1 |
| 6°                             | Países Bajos    | 4 | 4 |
| 7°                             | Corea del Sur   | 5 | 3 |
| 8°                             | Italia          | 2 | 6 |
| Eliminados en la Primera Ronda |                 |   |   |
| 9°                             | Venezuela       | 3 | 4 |
| 10°                            | Panamá          | 2 | 5 |
| 11°                            | Francia         | 1 | 6 |
| 12°                            | República Checa | 0 | 7 |